# Antipodochlora braueri
Antipodochlora braueri – gatunek ważki z rodziny szklarkowatych (Corduliidae), jedyny przedstawiciel rodzaju Antipodochlora. Jest endemitem Wyspy Północnej (Nowa Zelandia). Istnieją też stwierdzenia z Wyspy Południowej, ale jak dotąd żadne nie zostało potwierdzone. Występuje nad wolno płynącymi strumieniami na terenach leśnych.